# Trimeresurus sabahi
Trimeresurus sabahi là một loài rắn trong họ Rắn lục. Loài này được Regenass & Kramer mô tả khoa học đầu tiên năm 1981.